# Twierdzenie Stewarta

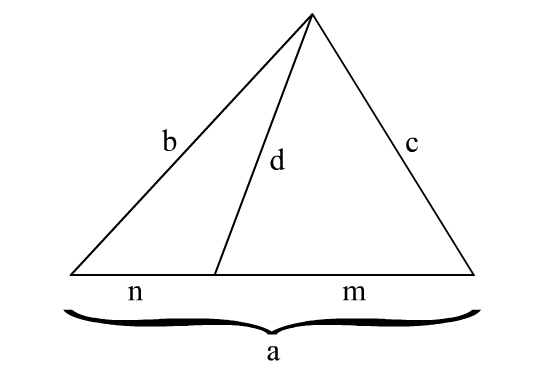
Rysunek poglądowy dla twierdzenia Stewarta

Twierdzenie Stewarta – twierdzenie planimetrii wykorzystywane do obliczania długości czewian. Zostało udowodnione i opublikowane przez szkockiego matematyka Matthew Stewarta w 1746 roku.

## Twierdzenie
Niech {\displaystyle a,} {\displaystyle b,} i {\displaystyle c} będą długościami boków trójkąta. Niech {\displaystyle d} będzie długością odcinka łączącego pewien punkt leżący na boku długości {\displaystyle a} z wierzchołkiem naprzeciw tego boku (odcinek taki nazywamy czewianą). Jeżeli poprowadzony odcinek dzieli bok długości {\displaystyle a} na odcinki o długościach {\displaystyle m} i {\displaystyle n} sąsiadujące odpowiednio z bokami {\displaystyle c} i {\displaystyle b}, to:
{\displaystyle b^{2}m+c^{2}n=a(d^{2}+mn).}

## Dowód
Niech {\displaystyle \theta } będzie kątem między {\displaystyle m} i {\displaystyle d,} zaś {\displaystyle \theta '} kątem między {\displaystyle n} i {\displaystyle d.} Stosując twierdzenie cosinusów dla kątów {\displaystyle \theta } oraz {\displaystyle \theta '}, otrzymujemy równości
|  |  | {\displaystyle c^{2}=m^{2}+d^{2}-2dm\cos \theta ,} |  | (1) |

|  |  | {\displaystyle b^{2}=n^{2}+d^{2}-2dn\cos \theta '.} |  | (2) |

Ponieważ kąty {\displaystyle \theta } i {\displaystyle \theta '}są przyległe, zachodzi równość {\displaystyle \cos \theta '=-\cos \theta ,} czyli
|  |  | {\displaystyle b^{2}=n^{2}+d^{2}+2dn\cos \theta } |  | (3) |

Mnożąc równanie (1) przez {\displaystyle n,} a równanie (3) przez {\displaystyle m} i dodając je stronami, otrzymujemy
{\displaystyle {\begin{aligned}b^{2}m+c^{2}n&=nm^{2}+n^{2}m+(m+n)d^{2}\\&=(m+n)(mn+d^{2})\\&=a(mn+d^{2}).\end{aligned}}}